# Norvegia ai I Giochi olimpici invernali
La Norvegia partecipò ai I Giochi olimpici invernali, svoltisi a Chamonix dal 25 gennaio al 5 febbraio 1924, aggiudicandosi 4 medaglie d'oro, 7 medaglie d'argento e 6 medaglie di bronzo.

## Medagliere

### Per discipline
| Sport                   | Oro | Argento | Bronzo | Totale |
| ----------------------- | --- | ------- | ------ | ------ |
| Sci di fondo            | 2   | 2       | 1      | 5      |
| Combinata nordica       | 1   | 1       | 1      | 3      |
| Salto con gli sci       | 1   | 1       | 0      | 2      |
| Pattinaggio di velocità | 0   | 3       | 4      | 7      |
| Totale                  | 4   | 7       | 6      | 17     |

### Medaglie
| Medaglia | Atleta               | Sport                   | Evento             |
| -------- | -------------------- | ----------------------- | ------------------ |
| Oro      | Thorleif Haug        | Combinata nordica       | -                  |
| Oro      | Jacob Tullin Thams   | Salto con gli sci       | -                  |
| Oro      | Thorleif Haug        | Sci di fondo            | 18 km maschile     |
| Oro      | Thorleif Haug        | Sci di fondo            | 50 km maschile     |
| Argento  | Oskar Olsen          | Pattinaggio di velocità | 500 m maschile     |
| Argento  | Roald Larsen         | Pattinaggio di velocità | 1500 m maschile    |
| Argento  | Roald Larsen         | Pattinaggio di velocità | Combinata maschile |
| Argento  | Thoralf Strømstad    | Combinata nordica       | -                  |
| Argento  | Narve Bonna          | Salto con gli sci       | -                  |
| Argento  | Johan Grøttumsbråten | Sci di fondo            | 18 km maschile     |
| Argento  | Thoralf Strømstad    | Sci di fondo            | 50 km maschile     |
| Bronzo   | Roald Larsen         | Pattinaggio di velocità | 500 m maschile     |
| Bronzo   | Sigurd Moen          | Pattinaggio di velocità | 1500 m maschile    |
| Bronzo   | Roald Larsen         | Pattinaggio di velocità | 5000 m maschile    |
| Bronzo   | Roald Larsen         | Pattinaggio di velocità | 10000 m maschile   |
| Bronzo   | Johan Grøttumsbråten | Combinata nordica       | -                  |
| Bronzo   | Johan Grøttumsbråten | Sci di fondo            | 50 km maschile     |